# Tityus championi
Tityus championi is een schorpioenensoort uit de familie Buthidae die voorkomt in Midden-Amerika.
Het verspreidingsgebied van Tityus championi omvat de Pacifische flanken van de Cordillera de Talamanca in zuidelijk Costa Rica en westelijk Panama.